# Archives of Environmental Contamination and Toxicology
Archives of Environmental Contamination and Toxicology, abgekürzt Arch. Environ. Contam. Toxicol., ist eine wissenschaftliche Fachzeitschrift, die vom Springer-Verlag veröffentlicht wird. Derzeit erscheint die Zeitschrift mit acht Ausgaben im Jahr. Es werden Arbeiten aus dem Bereich der Umweltkontaminanten veröffentlicht.
Der Impact Factor der Zeitschrift lag im Jahr 2018 bei 2,135.